# Grzegorz Szamotulski
Grzegorz Szamotulski (nascido 13 de Maio de 1976 em Gdańsk, Polônia) é um ex-futebolista polaco.

## Títulos
Legia Warszawa
- Copa da Polônia (1): 1996/97
- Supercopa da Polônia (1): 1997